# Eleanor Barton
 (juin 2025).
Pour les articles homonymes, voir Barton.
Eleanor Barton, née Stockton le 13 juillet 1872 à Ardwick, Manchester, et morte le 9 mars 1960 à Papatoetoe, Auckland est une militante du mouvement coopératif britannique.

## Enfance et famille
Eleanor Barton est la fille de William Stockton, un directeur de prison né dans le Shropshire, et de Julia Stockton originaire de Liverpool. Sa grand-mère maternelle, née en Irlande, vivait également avec la famille. On sait peu de choses de sa jeunesse mais il est probable que sa famille ait été active au sein du mouvement ouvrier à Manchester.

## Engagements
En 1894, elle épouse Alfred Barton, alors bibliothécaire et militant anarchiste, et les deux s'installent à Sheffield. Tous deux participent activement aux mouvements socialistes et coopératifs locaux ; Eleanor rejoint le Syndicat coopératif des femmes de la Coopérative de consommateurs de Brightside et de Carbrook et devient secrétaire de sa section à Hillsborough, avant de siéger successivement au comité de district, au comité du Yorkshire et au comité central du syndicat. Elle est élue trésorière nationale en 1913, puis présidente l'année suivante.
En 1919, Eleanor Barton est invitée à faire une tournée de conférences aux États-Unis par le Parti travailliste d'Amérique pour parler de la protection de l'enfance. Elle devient secrétaire adjointe du syndicat en 1921, puis secrétaire en 1925, poste qu'elle occupera jusqu'en 1937. Elle recentrera la ligne du syndicat sur l'éducation et les sciences sociales, plutôt que sur l'artisanat.
En 1919, Eleanor Barton est élue au conseil municipal de Sheffield en tant que candidate commune du Parti travailliste et du Parti coopératif. Elle devient l'une des deux premières femmes élues dans la ville. Elle se présente pour le Parti coopératif dans la circonscription de Birmingham King's Norton aux élections générales de 1922 et 1923, puis dans la circonscription de Nottingham Central en 1929, mais elle n'est pas élue.
Au cours des années 1930, Barton tente d'imposer le symbole du coquelicot blanc au sein du syndicat, et elle joue un rôle majeur dans les campagnes Peace Pledge Union et Hands Off Russia. Elle occupe également de nombreux postes différents au sein du mouvement coopératif, notamment ceux de directrice de la Co-operative Permanent Building Society et de la Co-operative Newspaper Publishing Society,.
En 1949, elle déménage à Papatoetoe, en Nouvelle-Zélande, pour y vivre avec sa fille, Linda Bennett. Elle meurt à son domicile, à Papatoetoe le 9 mars 1960,.